# ستيف يياغر (مخرج)
ستيف يياغر (بالإنجليزية: Steve Yeager)‏ هو مخرج أمريكي، ولد في 1948 في بالتيمور في الولايات المتحدة.

## وصلات خارجية
- ستيف يياغر على موقع IMDb (الإنجليزية)
- ستيف يياغر على موقع ألو سيني (الفرنسية)
- ستيف يياغر على موقع أول موفي (الإنجليزية)
- ستيف يياغر على موقع قاعدة بيانات الأفلام السويدية (السويدية)
- ستيف يياغر على موقع قاعدة بيانات الفيلم (الإنجليزية)
- ستيف يياغر على موقع كينوبويسك (الروسية)